# آسیابهای مرغک
آسیابهای مرغک مربوط به دوره قاجار است و در شهرستان استهبان، بخش رونیز، دهستان رونیز، داخل تنگ مشرف بر روستای مرغک واقع شده و این اثر در تاریخ ۱۸ شهریور ۱۳۸۷ با شمارهٔ ثبت ۲۳۴۳۷ به‌عنوان یکی از آثار ملی ایران به ثبت رسیده است.